# Михаил Павлович Чехов
Михаил Павлович Чехов е руски театрален критик и писател на произведения в жанра драма, биография, детска литература и документалистика. Той е по-малкият брат и биограф на Антон Павлович Чехов.

## Биография и творчество
Михаил Павлович Чехов е роден на 6 октомври 1865 г. в Таганрог, Русия. Завършва първи клас на мъжката гимназия в Таганрог. След като баща му се премества в Москва през 1876 г., завършва средното си образование във Втора московска гимназия. Прави преписи на брат си Антон и ходи в редакциите на хумористичните вестници и списания. През 1890 г. завършва Юридическия факултет на Московския държавен университет с курсова работа „За споразуменията на Олег, Игор и Светослав с гърците“.
След дипломирането си работи като данъчен инспектор в Ефремов и Алексин, Серпухов (1892 – 1894), Углич (1894 – 1898). В Углич, в свободното си време, е режисьор, сценарист, актьор и декоратор на аматьорска театрална трупа.
През 1891 г. публикува в „Бюлетин на чуждестранната литература“ своя превод на романа на английската писателка Уида „Дъждовен юни“.
Първата книга на Михаил Чехов е речникът за селските собственици „Закром“ (във второто издание – „Полная чаша“) издаден през 1894 г.
През 1896 г. се запознава и жени за Олга Германовна Владикина, която е гувернантка на местен производител. Имат две деца – дъщеря Евгения, певица, и син Сергей, художник.
През 1898 г. е назначен за ръководител на клона на Ярославската сметна палата. Често посещава театъра, като публикува статии и рецензии в местната преса, а след това в столичното списание „Театър и изкуство“. Той не харесва работата си и влиза в конфликт с колегите си, поради което през 1901 г. му е предложено да подаде оставка или да се премести в друг град. Премества се в Санкт Петербург, където е назначен за ръководител на книжната търговия по железниците.
В началото на 1900 г. той публикува редица истории във вестник „Новое Время“. През 1903 г. започва да собствено списание „Европейска библиотека“, но има достатъчно пари само за няколко броя. Негови статии, кратки разкази, хумористични творби и есета по общи въпроси са публикувани в „Светлина и сенки“, „Новини на деня“, „Будилник“, „Руски сатиричен лист“ и други, подписани като М. Бски, М. Ч., Максим Холява, капитан Кук. Пише и няколко пиеси – „Синият лък“, „Може би лежи, за да умре“, „20 минути преди камбаната“, и др.
През 1904 г. е издаден сборникът му „Очерки и рассказы“ (Есета и разкази), а в отделно издание е публикувана повестта му „Синий чулок“ (Синият чорап). Второто издание на „Очерки и рассказы“ получава наградата „Пушкин“ на Академията на науките.
През 1905 г. е издаден повестта му „Сироты“ (Сираци), а през 1910 г. е публикуван сборника му с разкази „Свирель“ (Флейтата).
В периода 1907 – 1917 г. издава и редактира, като е почти единственият автор, детското списание „Златно детство“, издавано два пъти месечно. В него голямо място заемат историите за природата и животните. От 1914 г. редакция на списанието е в сградата „Дом Бенуа“ в Санкт Петербург, където живее самия Чехов.
През 20-те години са издадени няколко книги с неговите разкази за деца, под псевдонимите К. Треплев и С. Вершинин. Също публикува свои преводи от френски и английски на творби на Жан д’Есме, Джеймс Оливър Кърууд, Джек Лондон, и др.
Михаил Чехов става първия биограф на известния си брат. През 1905 г., на годишнината от смъртта на А. П. Чехов, в списание „Журнал за всички“ са публикувани мемоарите му за него, а през 1906 г. тяхното продължение. През 1911 – 1916 г., заедно със сестра си Мария Павловна, работи върху издаването на шесттомна колекция от писма от А. П. Чехов, и пише биографични есета към него. През 1923 г. излиза книгата му „Антон Чехов и неговите сюжети“. През 1924 г. е издадена книгата му „Антон Чехов, театър, актьори и Татяна Репина“. Участва в работата по създаването на къщата музей на Чехов в Москва. През 1930 г. са публикувани мемоарите му „Антон Чехов на почивка“.
През 1926 г. се разболява от ангина пекторис и най-накрая се премества в Ялта, където до смъртта си работи със сестра си в къщата музей на А. П. Чехов в Ялта – води записи, работи като изследовател и след това като консултант, описва личната библиотека на брат си.
През 1929 г. е приет във Всеруския съюз на писателите. Същата година пише книгата „Вокруг Чехова“, която е издадена през 1933 г. и определена като „Чеховска енциклопедия“.
През 1932 г. му е получава персонална държавна пенсия.
Михаил Павлович Чехов умира след продължително заболяване на 14 ноември 1936 г. в Ялта.

## Произведения
частично представяне
- Закром. Словарь для сельских хозяев (1894)
- Законы о евреях : Справ. книжка для евреев и для учреждений, ведающих дела о евреях (1899)
- Хоть ложись, да умирай (1903) – комедия
- Синий чулок (1904) – повест
- Очерки и рассказы (1904) – сборник разкази
- Сироты (1910) – повест
- Свирель (1910) – повести
- В неволе (1916) – повест за деца
- Антон Чехов и его сюжеты (1924)
- Антон Чехов на каникулах (1930)
- Вокруг Чехова : встречи и впечатления (1933)